# Право соціального забезпечення
Право соціального забезпечення — сукупність правових норм, що регулює специфічним методом суспільні відносини з приводу розподілу частини валового внутрішнього продукту шляхом надання населенню компетентними органами в порядку соціального страхування і соціального забезпечення грошових виплат, медичної та лікарської допомоги, соціальних послуг або пільг за нормами і в порядку, визначеному законодавством, а також відносини з реалізації, захисту та відновленню конституційного права громадян на соціальне забезпечення.